# Bumble and bumble
Bumble and bumble Products, LLC mieux connue sous le nom de Bumble and bumble  est une marque déposée de salon de coiffure de luxe et une société de produits capillaires créée en 1977 par le coiffeur et entrepreneur Michael Gordon,. Cette société coiffe des célébrités  telles que Madonna, Brad Pitt, Pénélope Cruz. Plusieurs salons sont répartis à travers le monde : New York , Milan, Londres.
Bumble and Bumble est l'une des 27 marques détenues par  Estée Lauder Companies, Inc.